# Vieille Garde
Cet article concerne l'unité de la Grande Armée. Pour le film italien, voir La Vieille Garde (film).

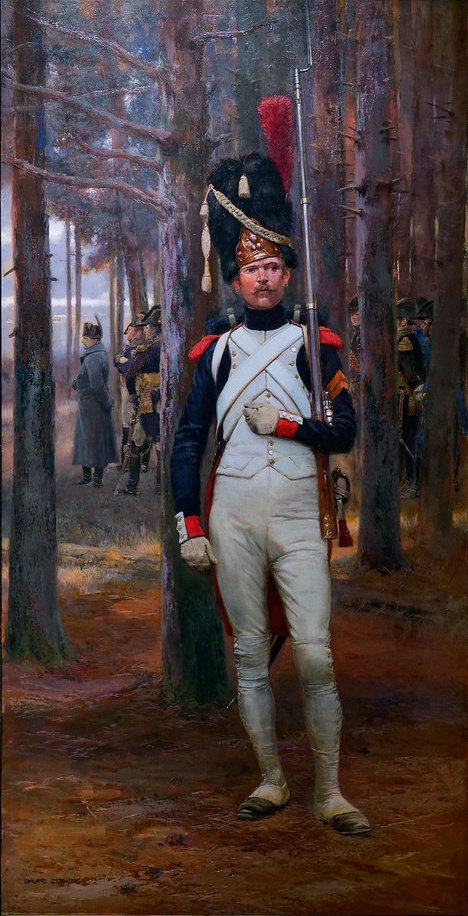
Grenadier de la Vieille Garde par Édouard Detaille

La Vieille Garde est l'unité d'élite de la Garde impériale de la Grande Armée durant les guerres napoléoniennes. 
Souvent appelée « l'élite de l'élite » ou « la crème de la crème », elle est fondée sous le nom de garde consulaire en 1799 et rebaptisée en 1804. Elle est une unité de choc, normalement utilisée pour démoraliser et dérouter l'ennemi.  
Elle est dissoute avec la disparition du Premier Empire en 1815.

## Composition de la Vieille Garde
Elle est  constituée originellement par deux régiments à pied et deux à cheval :
- Le 1er régiment de grenadiers-à-pied de la Garde impériale.
- Le 1er régiment de chasseurs-à-pied de la Garde impériale.
- Le régiment de grenadiers à cheval de la Garde impériale.
- Le régiment de chasseurs à cheval de la Garde impériale.

Plusieurs autres formations de cavalerie rejoignent ensuite les rangs de la Vieille Garde, dont les mamelouks (1801), les gendarmes d'élite (1802), les dragons de l'Impératrice (1806), les chevau-légers polonais (1807) et le 1er escadron du 1er régiment d'éclaireurs (1813).

## Condition d'intégration
- Justifier d'au moins 10 ans de service.
- Avoir une très bonne conduite.
- Avoir été cité pour bravoure.
- Mesurer au moins 1,76 m.
- Savoir lire et écrire.

## Sources
- Waterloo
- Les armées durant les guerres napoléoniennes (en anglais)